# Tomas Franck
Tomas Franck, född i Ängelholm den 14 oktober 1958 och uppvuxen i Helsingborg, är en svensk jazzmusiker och tenorsaxofonist. Han har varit bosatt och verksam i Köpenhamn.